# 丹後国分寺
丹後国分寺（たんごこくぶんじ）は、京都府宮津市国分にある高野山真言宗の寺院。山号は護国山。
奈良時代に聖武天皇の詔により日本各地に建立された国分寺のうち、丹後国国分僧寺の後継寺院にあたる。本項では現寺院とともに、寺院跡である丹後国分寺跡（国の史跡）についても解説する。

## 概要
京都府北部、天橋立で仕切られた内海である阿蘇海の北岸の高台に位置する。聖武天皇の詔で創建された国分寺の法燈を継ぐ寺院で、周辺では籠神社（丹後国一宮）が立地するほか丹後国府の立地も推定される。寺地は古代・中世・近世で変遷しており、古代国分寺（創建期）の所在は詳らかでないが、中世期再興の金堂・塔・中門の礎石群が現在も遺存し、その北に近世国分寺（現国分寺）が所在する。
中世国分寺の寺跡域は1930年（昭和5年）に国の史跡に指定され、再興縁起は1992年（平成4年）に国の重要文化財に指定された。現在では中世国分寺跡は京都府立丹後郷土資料館の敷地内に位置し、史跡整備のうえで公開されている。

## 歴史

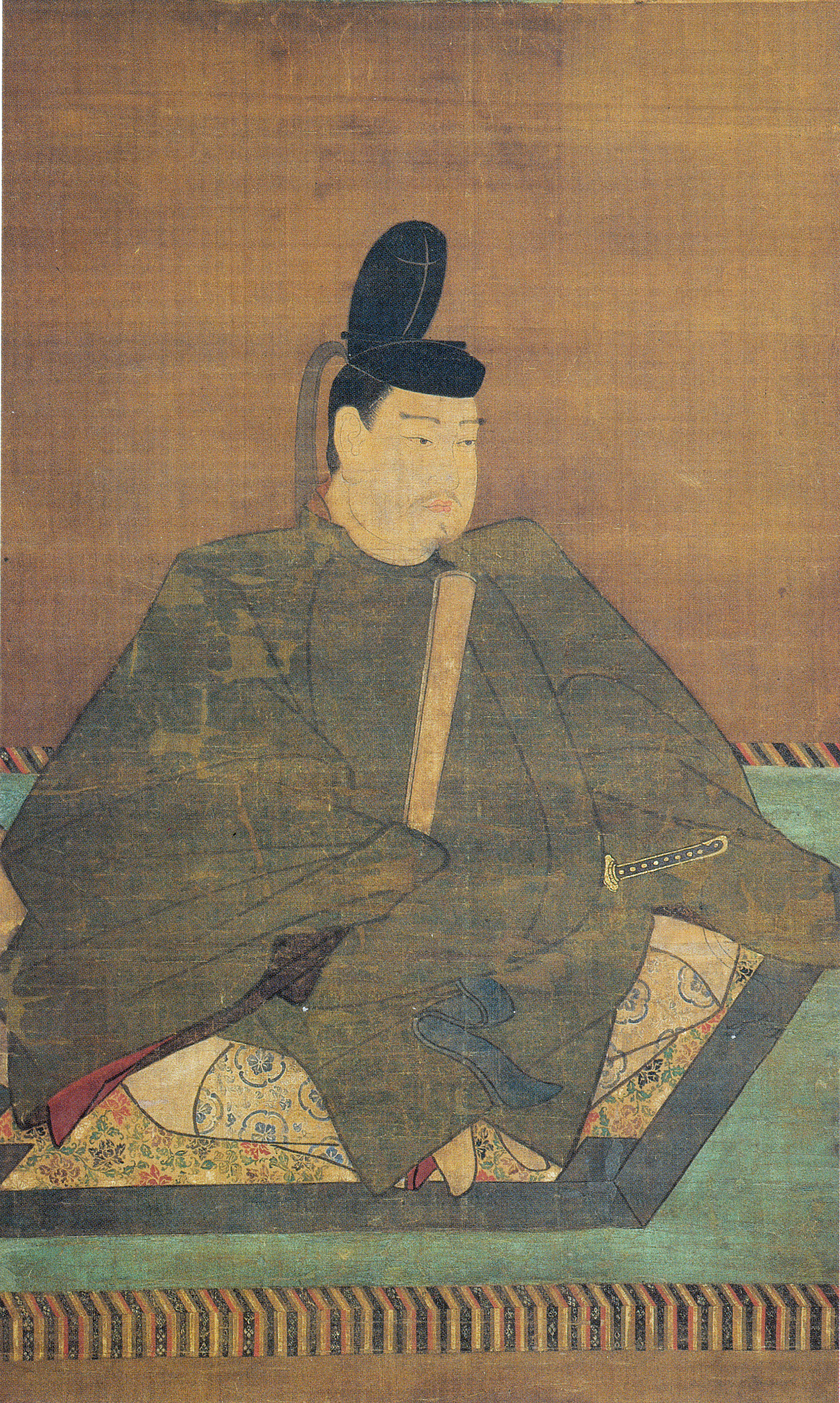
聖武天皇肖像

### 古代
創建は不詳。天平13年（741年）の国分寺建立の詔ののちの創建とされる。発掘調査でも古代国分寺の遺構は未確認であるため詳らかでないが、創建期のものという古瓦が知られる。
天平勝宝8歳（756年）には丹後国など26ヶ国の国分寺に灌頂幡などが下賜されている。また宝亀年間（770-781年）の太政官符では、造寺料が出挙にあてられている。
弘仁11年（820年）の『弘仁式』主税寮の規定では、国分寺料として稲2万束があてられる。また延長5年（927年）成立の『延喜式』主税上では、国分寺料として稲2万束が規定されている。

### 中世・近世

雪舟「天橋立図」天橋立の左上に国分寺の堂塔が描かれる。

鎌倉時代の様子について成相寺の『丹後国田数帳』では、与謝郡に「金光明寺 散在十九町二段卅八歩 御免」、同郡石河庄に「十五町三段十八歩 国分寺」・「十三町六段百九十八歩 国分寺領無現地」の記載が見える。
『丹後国分寺再興縁起』によれば、鎌倉時代末には荒廃して本尊の金銅薬師も盗難に遭っていたが、嘉暦3年（1328年）から建武元年（1334年）にかけて律宗西大寺派の宣基上人によって再建されたことが知られる（中世国分寺）。現在残る金堂礎石群はこの再建時の設計図と一致することが認められている。また再建後の堂宇は雪舟の「天橋立図」（16世紀初頭、文亀元年（1501年）頃か）からも知られる。
その後は再び荒廃したと見られ、永正4年（1507年）の若狭武田氏による大規模な兵乱（府中城侵攻）の際に戦火を被ったとする説があるほか、『国分寺略縁起』では天文11年（1542年）の府中での兵乱による炎上を伝える（他史料でこの兵乱は知られない）。現在残る礎石群にも火熱痕が認められるため、少なくとも火災によって建武期伽藍は失われたと推定される。
江戸時代に入り、天和3年（1683年）に洪水で失われたのち、高台上に再建された（近世国分寺：現国分寺）。焼失（戦国期）から洪水（天和3年）までの伽藍は記録上・遺構上とも詳らかでないが、一帯の小字名から建武期・近世期とは配置を別とする再々興伽藍を想定する説が挙げられる。

### 近代以降
近代以降については次の通り。
- 1930年（昭和5年）10月3日 - 中世国分寺跡が国の史跡に指定[2]。
- 昭和40年代前半 - やや移動していた礎石が原位置に復帰[1]。
- 1970年（昭和45年） - 京都府立丹後郷土資料館が開館（以降、中世国分寺跡は資料館の敷地内として推移）[1]。
- 1990年（平成2年）4月17日 - 丹後国分寺再興縁起が京都府指定有形文化財に指定[8]。
- 1992年（平成4年）6月22日 - 丹後国分寺再興縁起が国の重要文化財に指定[3]。
- 2021年度（令和3年度）、丹後国分寺跡の範囲・内容確認調査：第1次調査（京都府教育委員会、2022年に報告）[9]。
- 2022年度（令和4年度）、丹後国分寺跡の範囲・内容確認調査：第2次調査（京都府教育委員会、2023・2024年に報告）。
- 2023年度（令和5年度）、丹後国分寺跡の範囲・内容確認調査：第3次調査（京都府教育委員会、2025年に報告）。

## 伽藍

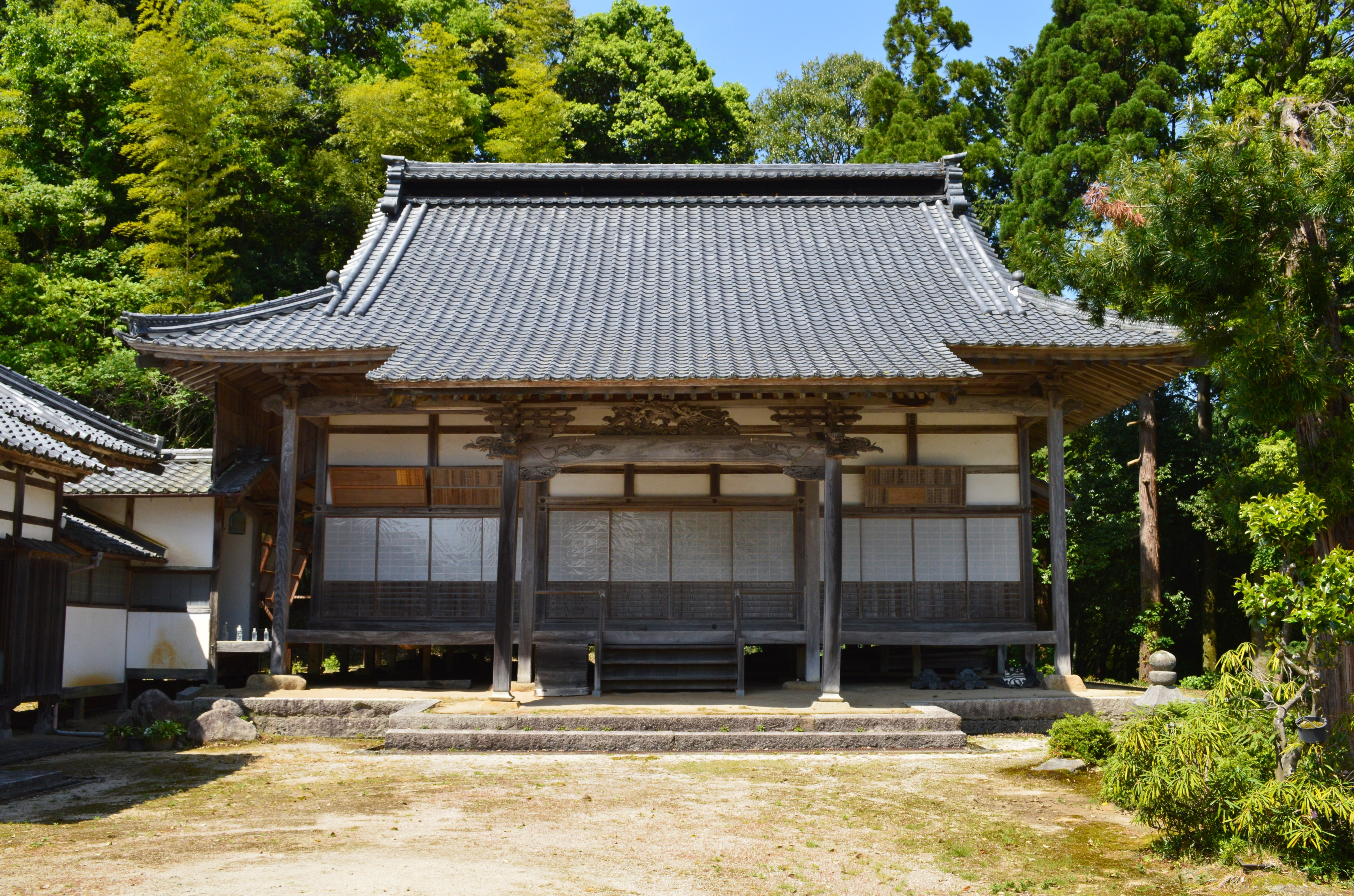
本堂
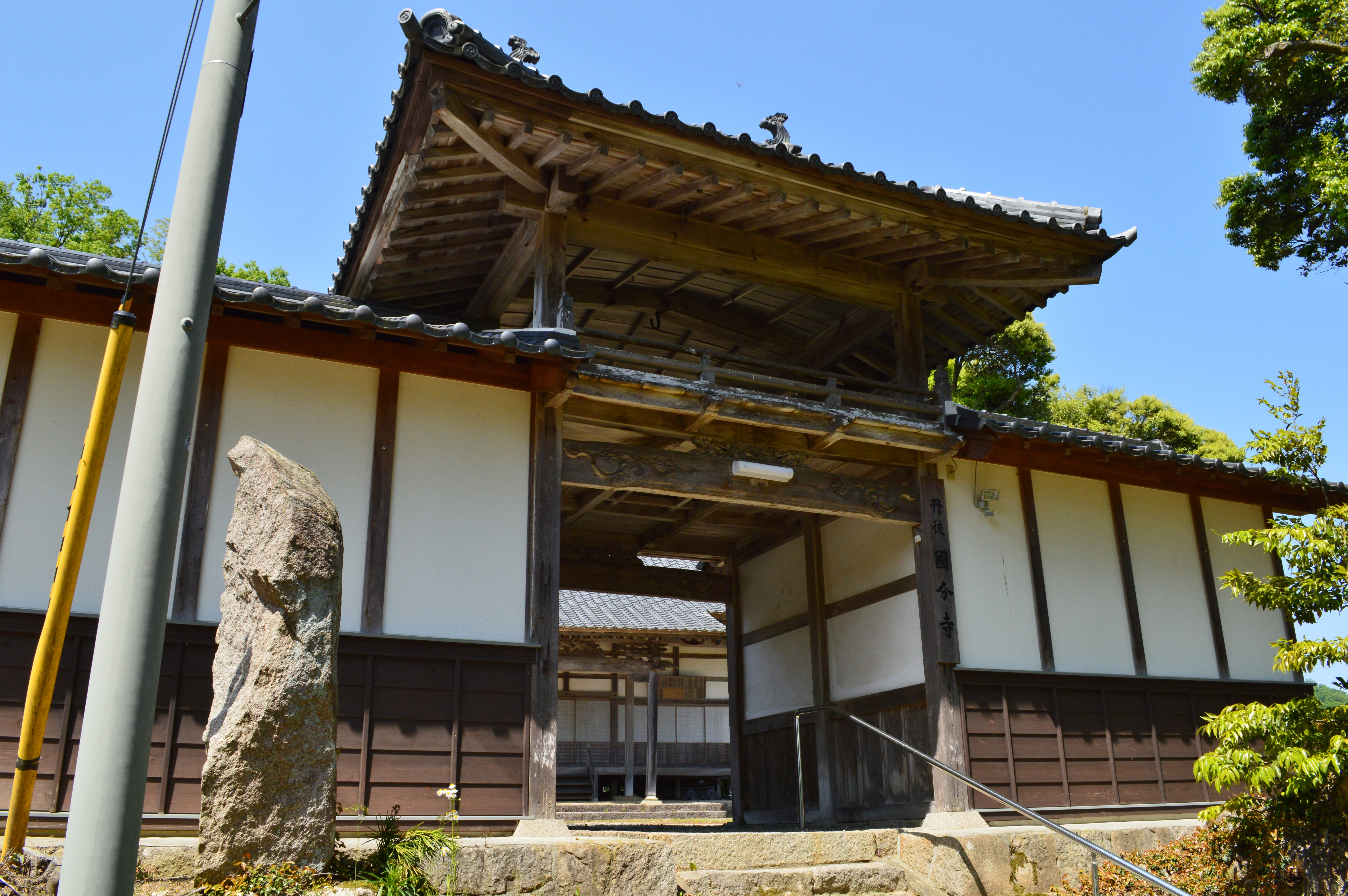
山門
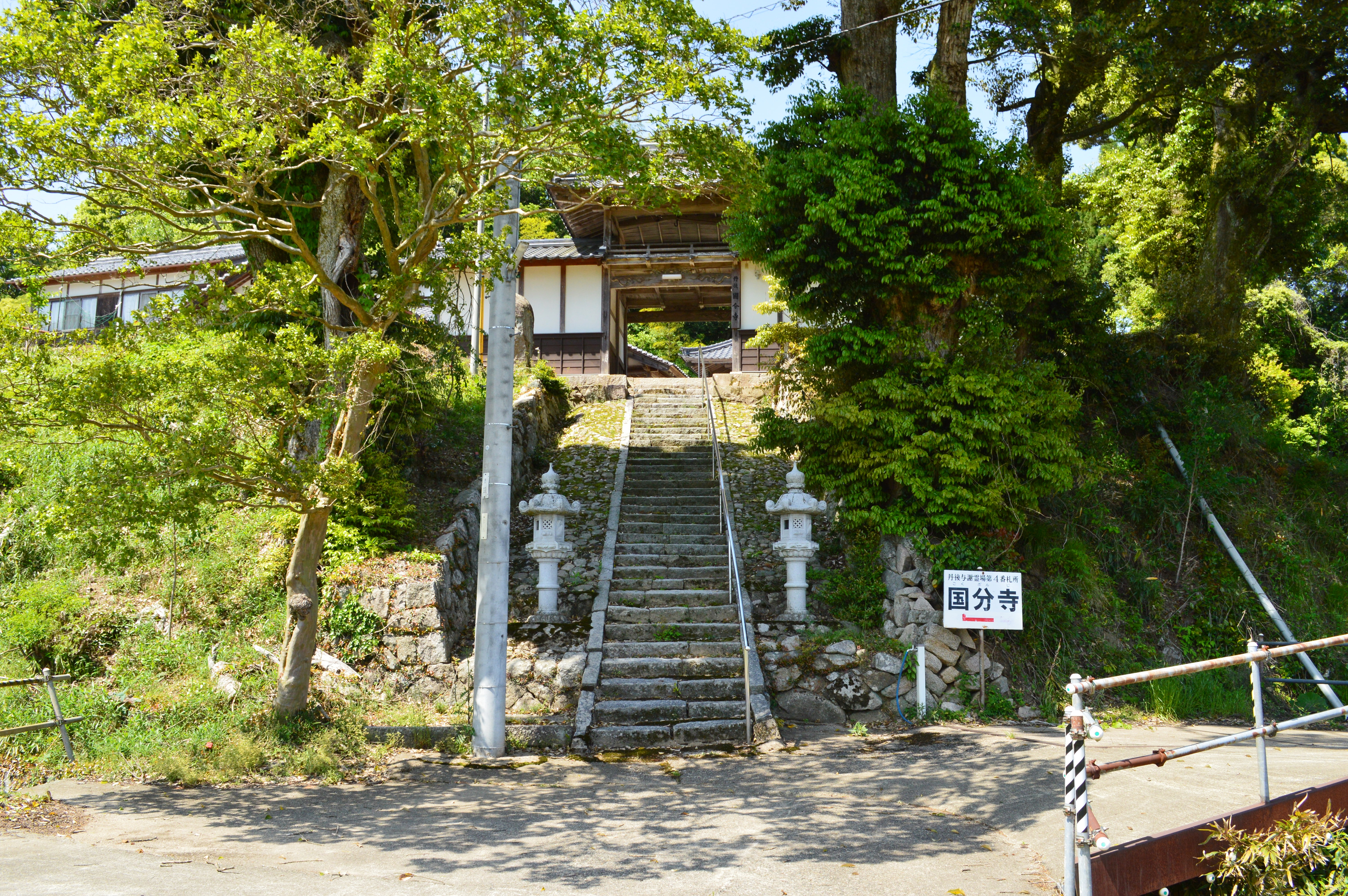
参道

## 丹後国分寺跡

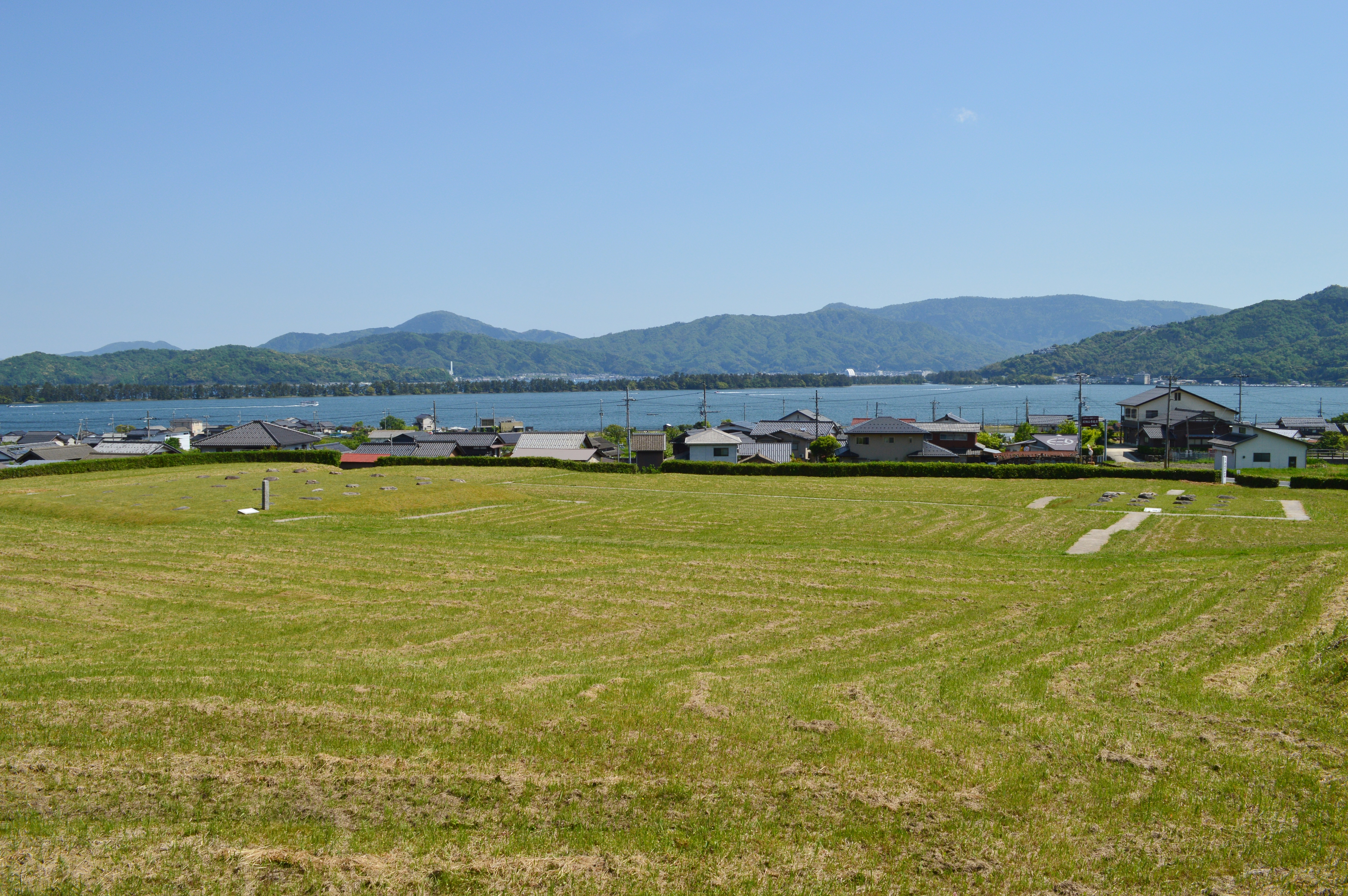
中世国分寺跡
金堂跡（左）・塔跡（右）背景に阿蘇海・天橋立。

現国分寺以前の伽藍のうち、創建期の古代国分寺の伽藍については所在も含めて詳らかでない。遺物としては軒丸瓦・軒平瓦の2点があり、その文様は山城地方の普賢寺跡（京田辺市）出土瓦や山陰地方の国分寺跡出土瓦と一致する点が注目される。
再興された中世国分寺の伽藍遺構は、現国分寺の南の史跡地に遺存する。金堂・中門が南北に並び、その西方に塔を置く伽藍配置になる。遺構の詳細は次の通り。
金堂
本尊を祀る建物。門を入った正面に位置する。現在は礎石35個を遺存し、「本堂屋敷」という地名が残る。礎石配置は間口（南北面）五間・奥行（東西面）六間で、『丹後国分寺再興縁起』との一致が認められる。
塔
寺域西に位置する。現在は礎石16個を遺存し、「塔屋敷」という地名が残る。『丹後国分寺再興縁起』に記述はない（再興前から遺存または縁起後に完成か）。「天橋立図」では五重塔が描かれるが、戦国時代には火災で失われている。
中門
寺域南に位置する。現在は礎石2個を遺存する。『丹後国分寺再興縁起』に記述はない。
中世国分寺跡の伽藍を知る史料としては雪舟の「天橋立図」が知られる。同図の金堂・塔・中門の相対的位置は、現在の礎石群とも一致する。

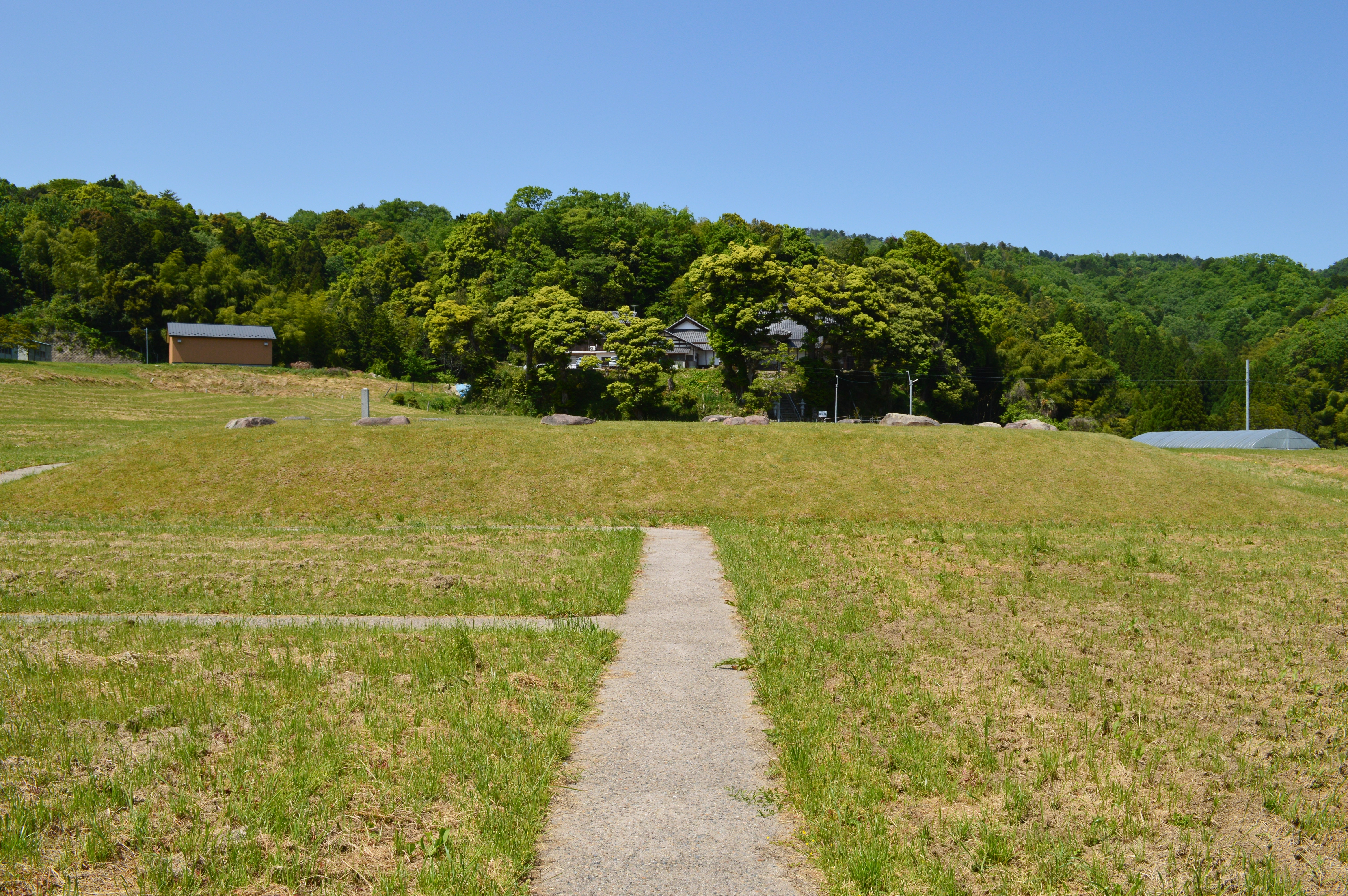
金堂跡 奥に現国分寺。
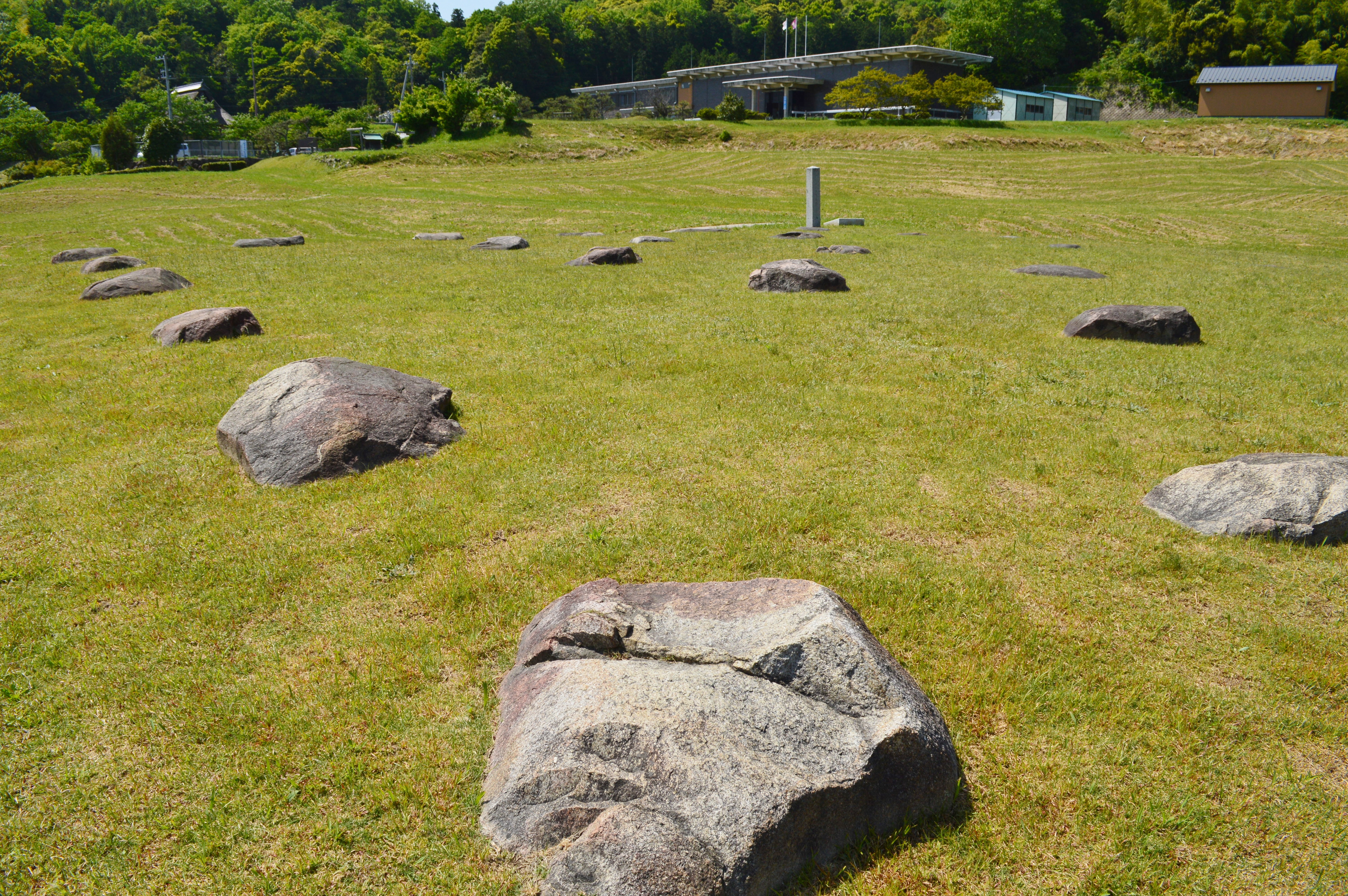
金堂礎石
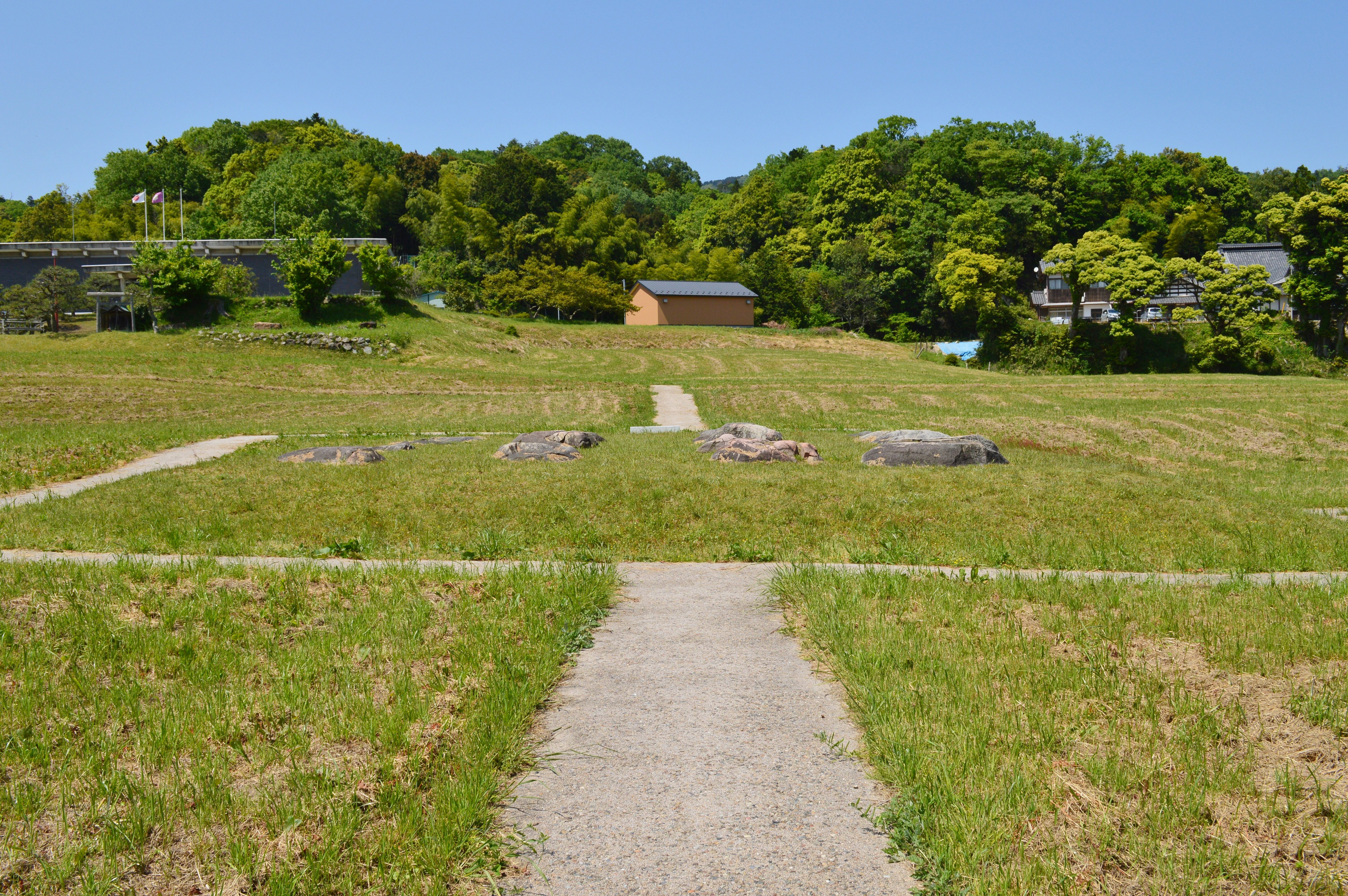
塔跡
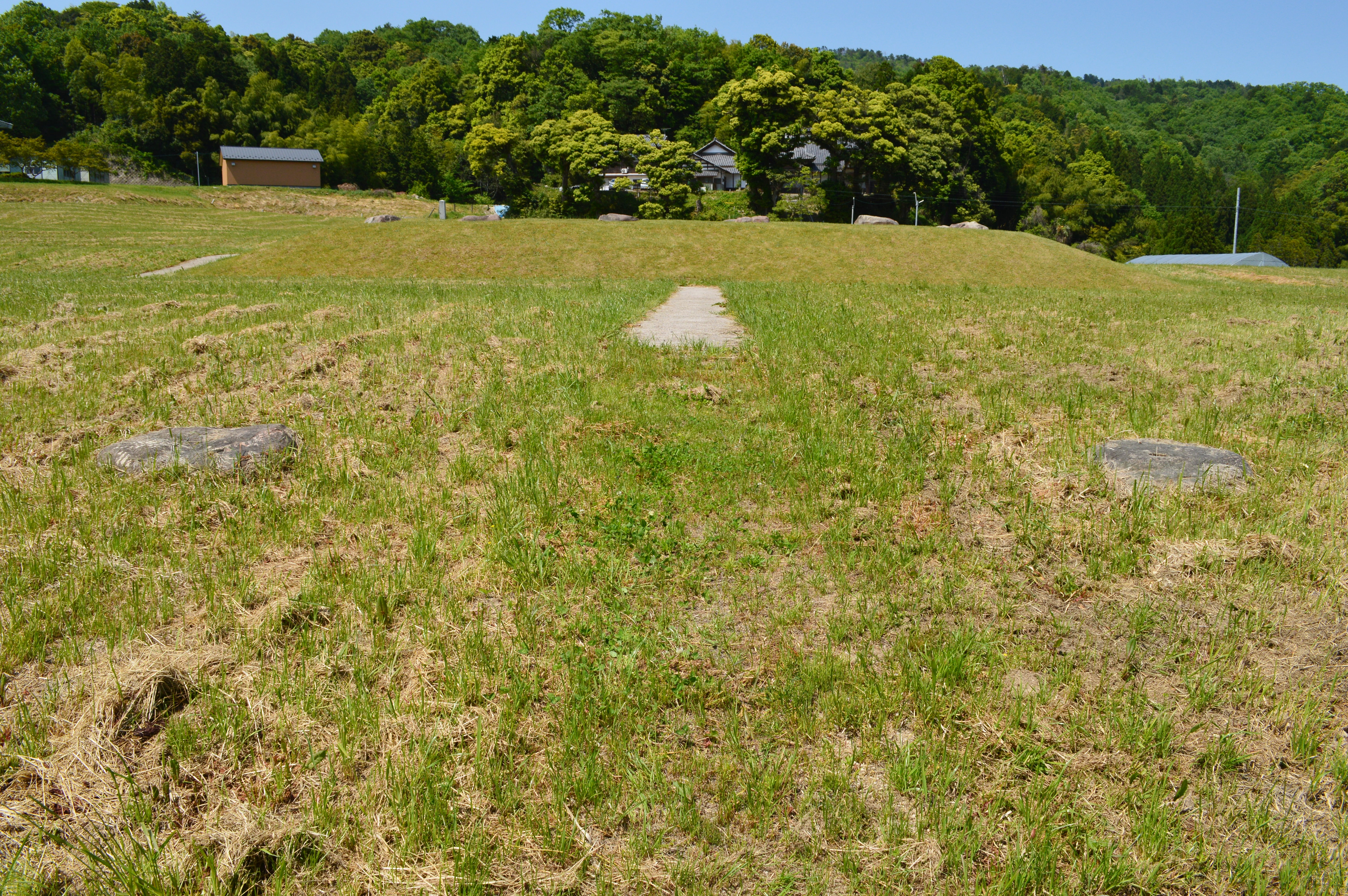
中門跡 奥に金堂跡。
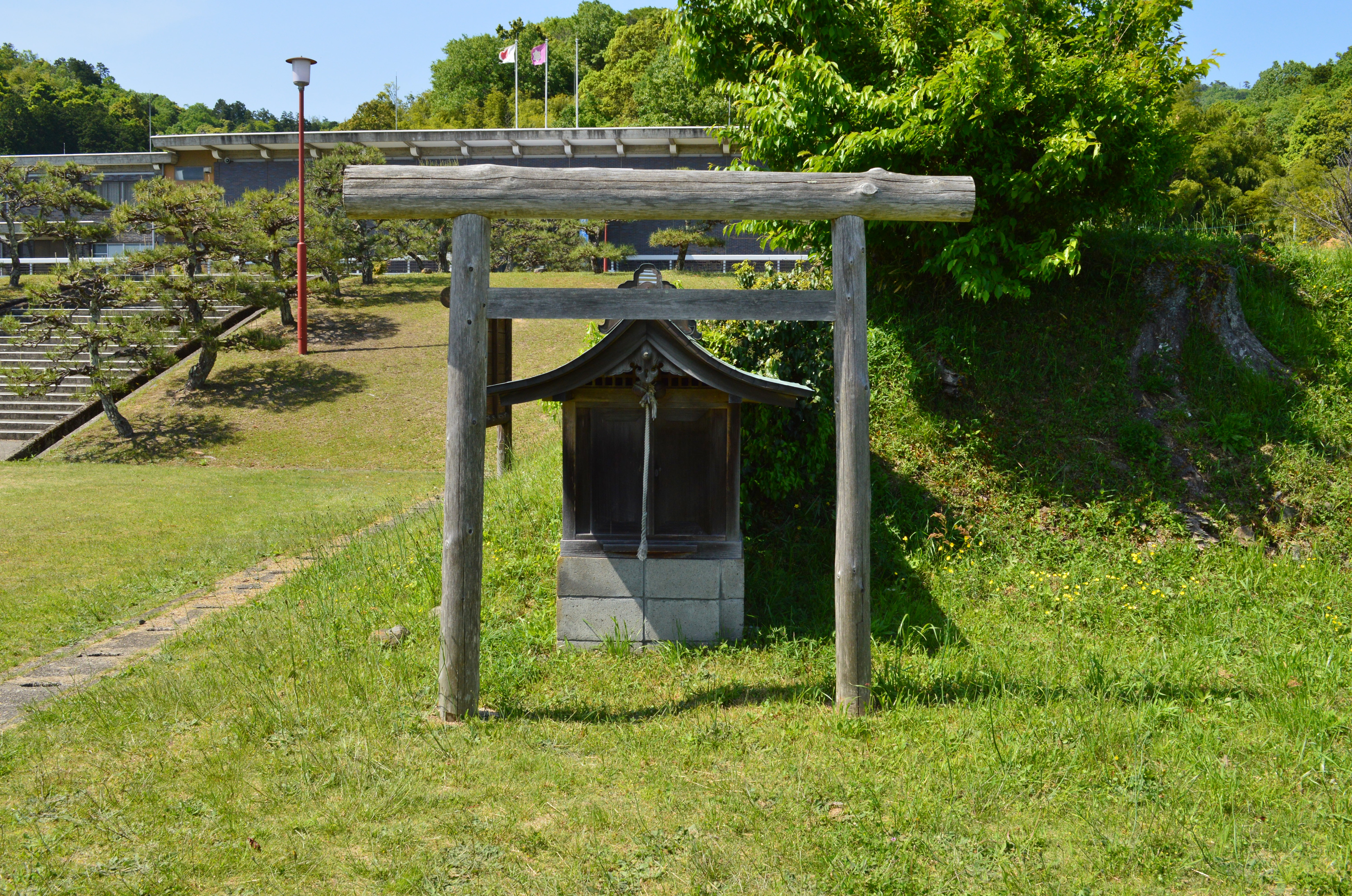
祠
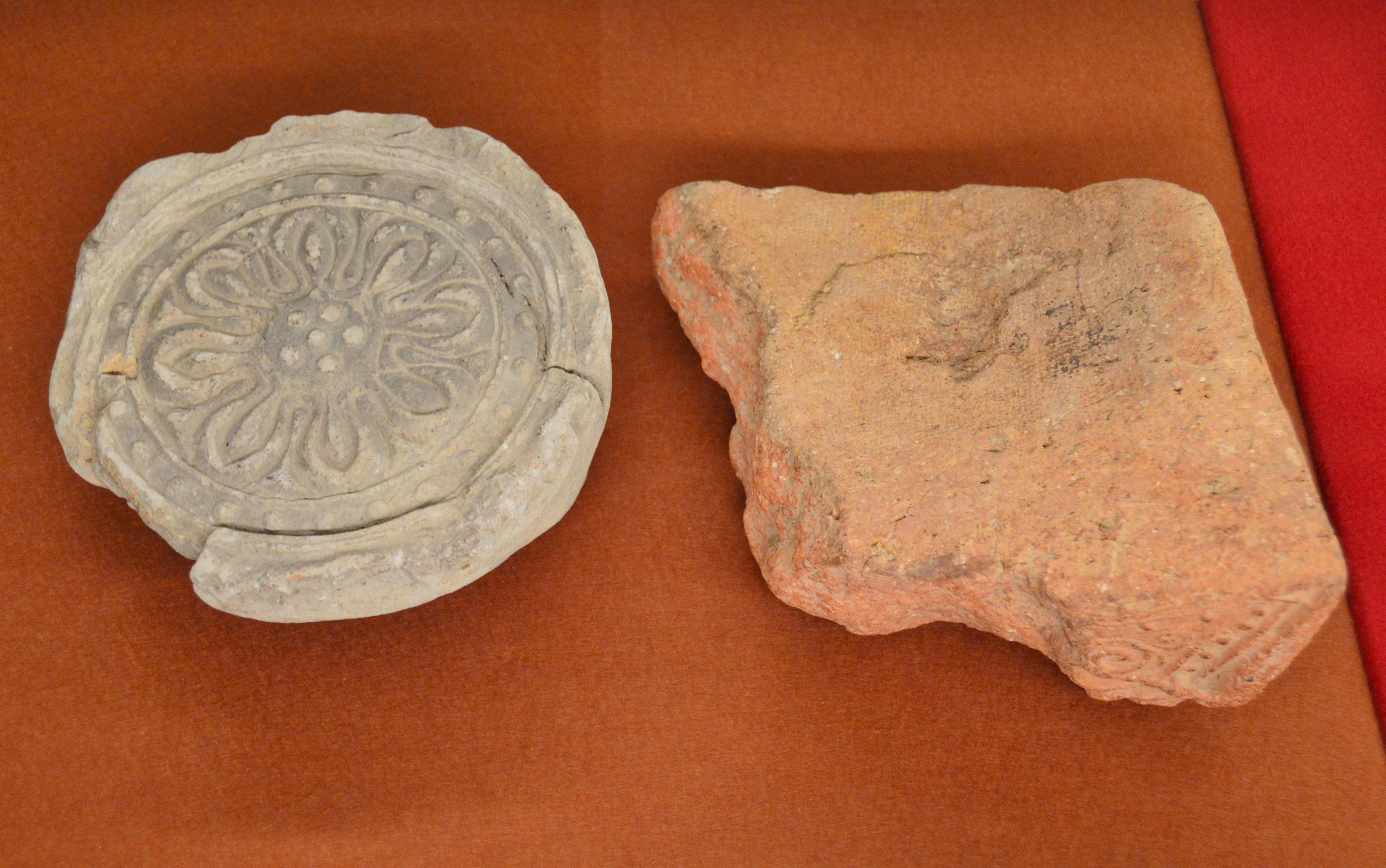
伝古代国分寺出土 軒丸瓦・軒平瓦 京都府立丹後郷土資料館展示。

## 文化財

### 重要文化財（国指定）

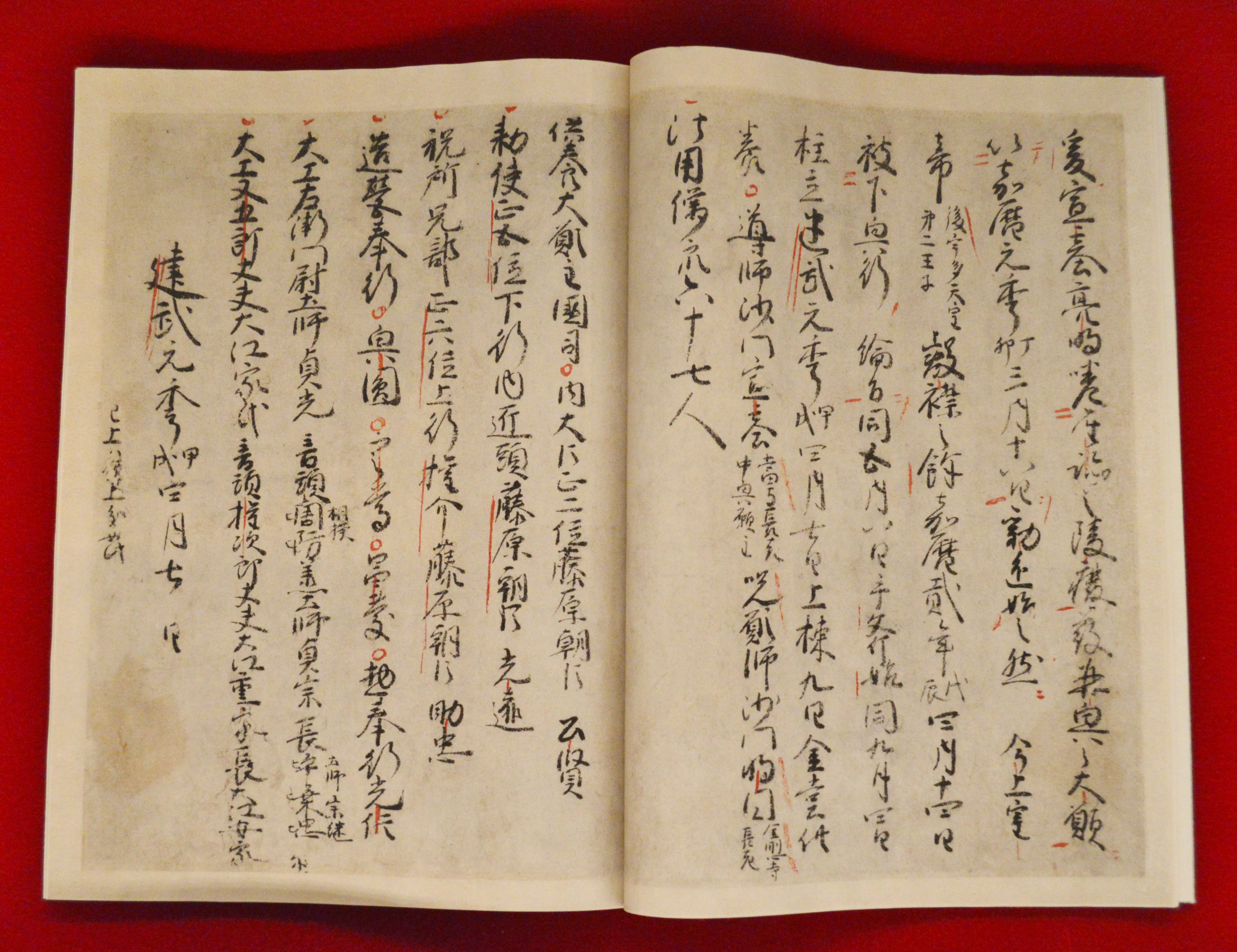
丹後国分寺再興縁起（複製）京都府立丹後郷土資料館展示。

- 丹後国分寺再興縁起（附 丹後国分寺再興縁起写1冊）（書跡・典籍）
『丹後国分寺再興縁起』は嘉暦3年（1328年）から建武元年（1334年）にかけての丹後国分寺再興の経緯の記録で、建武年間から程遠くない時期の成立とされ、本書はその南北朝時代頃の古写本である[3]。内容は3段からなり、前段では宣基による勧進の様子、中段では金堂上棟などの様子、後段では金堂供養会の様子が記される[3]。中世の地方寺院の造営事情を明らかとする数少ない史料の1つになるとともに[12]、西大寺派による鎌倉時代後期から南北朝時代の西国の国分寺復興活動を具体的に示す唯一の史料になる[3]。
1990年（平成2年）4月17日に「丹後国国分寺建武再興縁起」として京都府指定有形文化財に指定[12][13][8]、1992年（平成4年）6月22日に国の重要文化財に指定[3]。

### 国の史跡
- 丹後国分寺跡 - 1930年（昭和5年）10月3日指定[2]。

### 京都府登録文化財
- 有形文化財
  - 国分寺略縁起（古文書） - 江戸時代、正徳3年（1713年）の作。1993年（平成5年）4月9日登録[14]。

### 宮津市指定文化財
- 有形文化財

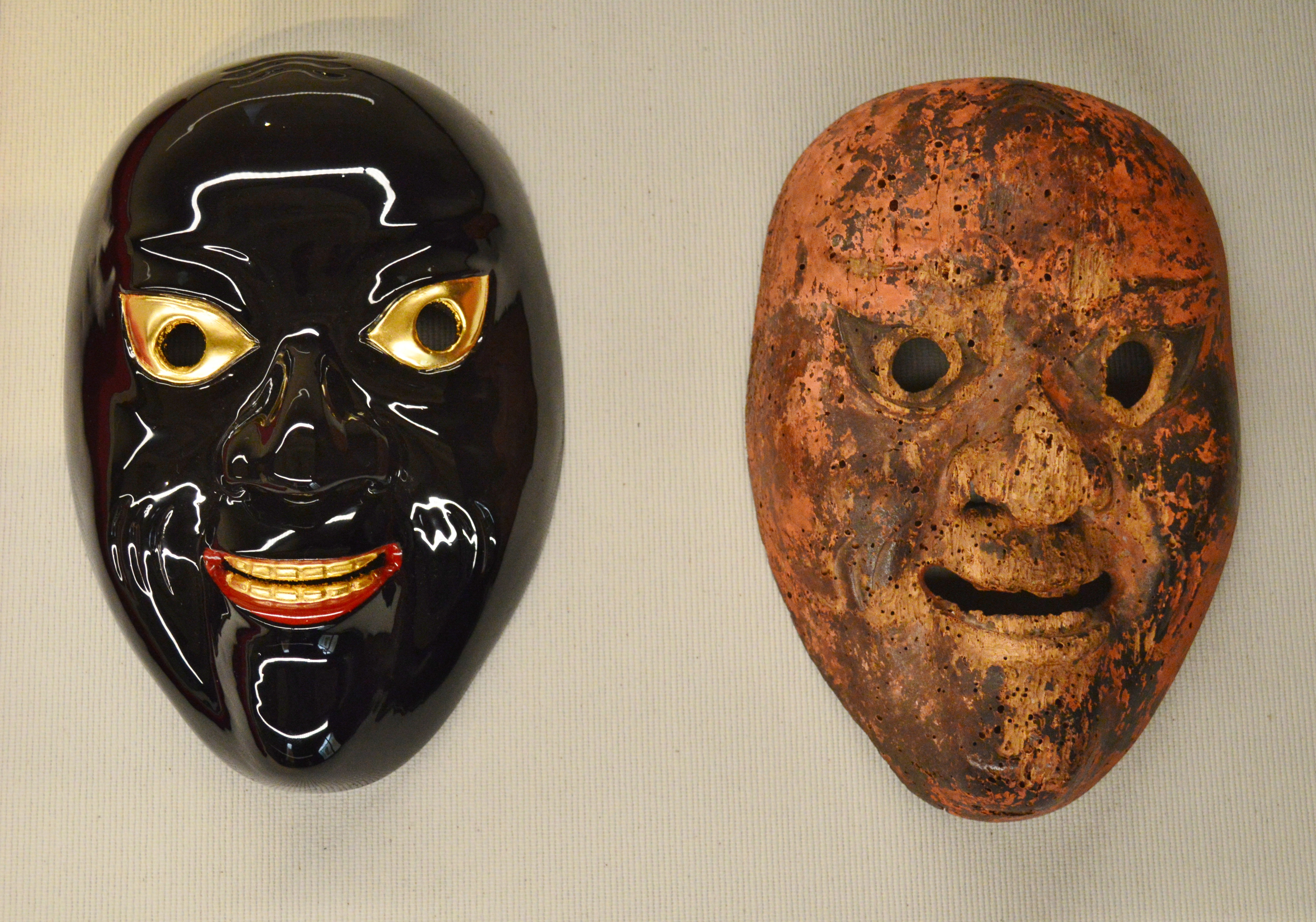
伝宣基上人面京都府立丹後郷土資料館展示。

  - 毘沙門天面 - 平安時代の作。行道に用いられた行道面の1つ。裏面に「金光明寺 修正□□」の墨書を有する[15]。
  - 追儺面 3面 - 室町時代の作。修正会で用いられたとされる面。男・女の鬼面1面ずつ、伝宣基上人面1面の3面[15]。

### その他
その他の文化財としては、紙本墨画不動明王像がある。また次の仏像が関連遺物として知られる。
- 金銅観世音菩薩半跏思惟像
正木美術館（大阪府泉北郡忠岡町）所蔵。奈良時代を下らない時期の作で、像高約38センチメートル。丹後国分寺本尊の薬師如来像の胎内仏であったとする説がある[6]。

## 現地情報
所在地
- 京都府宮津市国分

交通アクセス
- バス：岩滝口駅（WILLER TRAINS（京都丹後鉄道）宮豊線）から、丹後海陸交通バスで「丹後資料館前」バス停下車（下車後徒歩約5分）[4]

関連施設
- 京都府立丹後郷土資料館（ふるさとミュージアム丹後）（宮津市国分） - 丹後国分寺関連資料を保管・展示。

周辺
- 籠神社 - 丹後国一宮。

## 関連文献
（記事執筆に使用していない関連文献）
- 「丹後國分僧寺」『京都府史蹟勝地調査會報告 第六冊』京都府、1925年。 - リンクは国立国会図書館デジタルコレクション。